# 音響カプラ

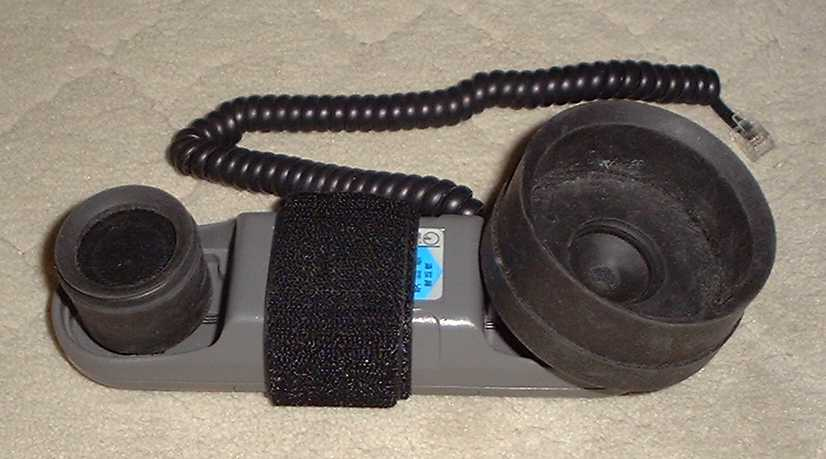
音響カプラ

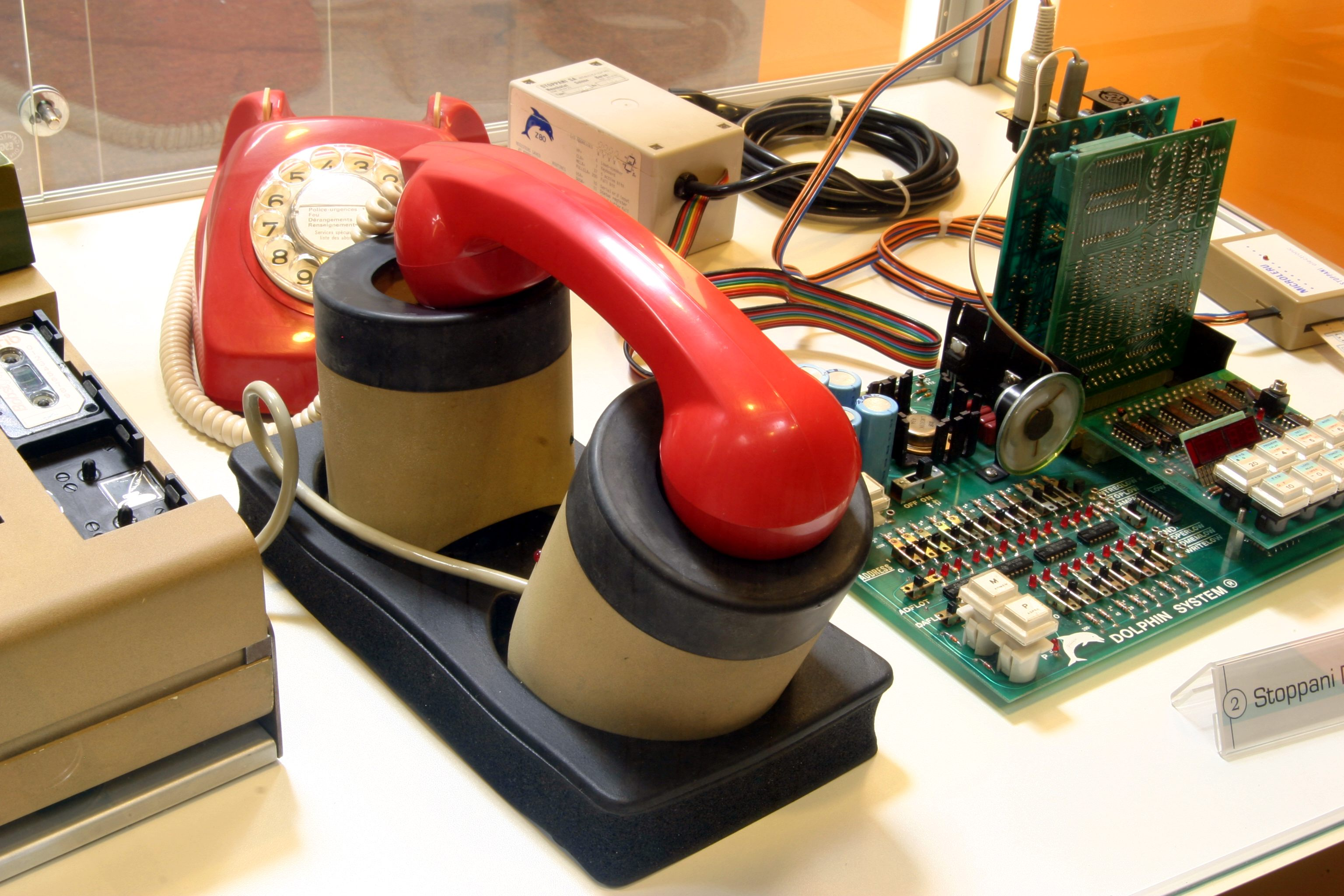
電話機との結合例

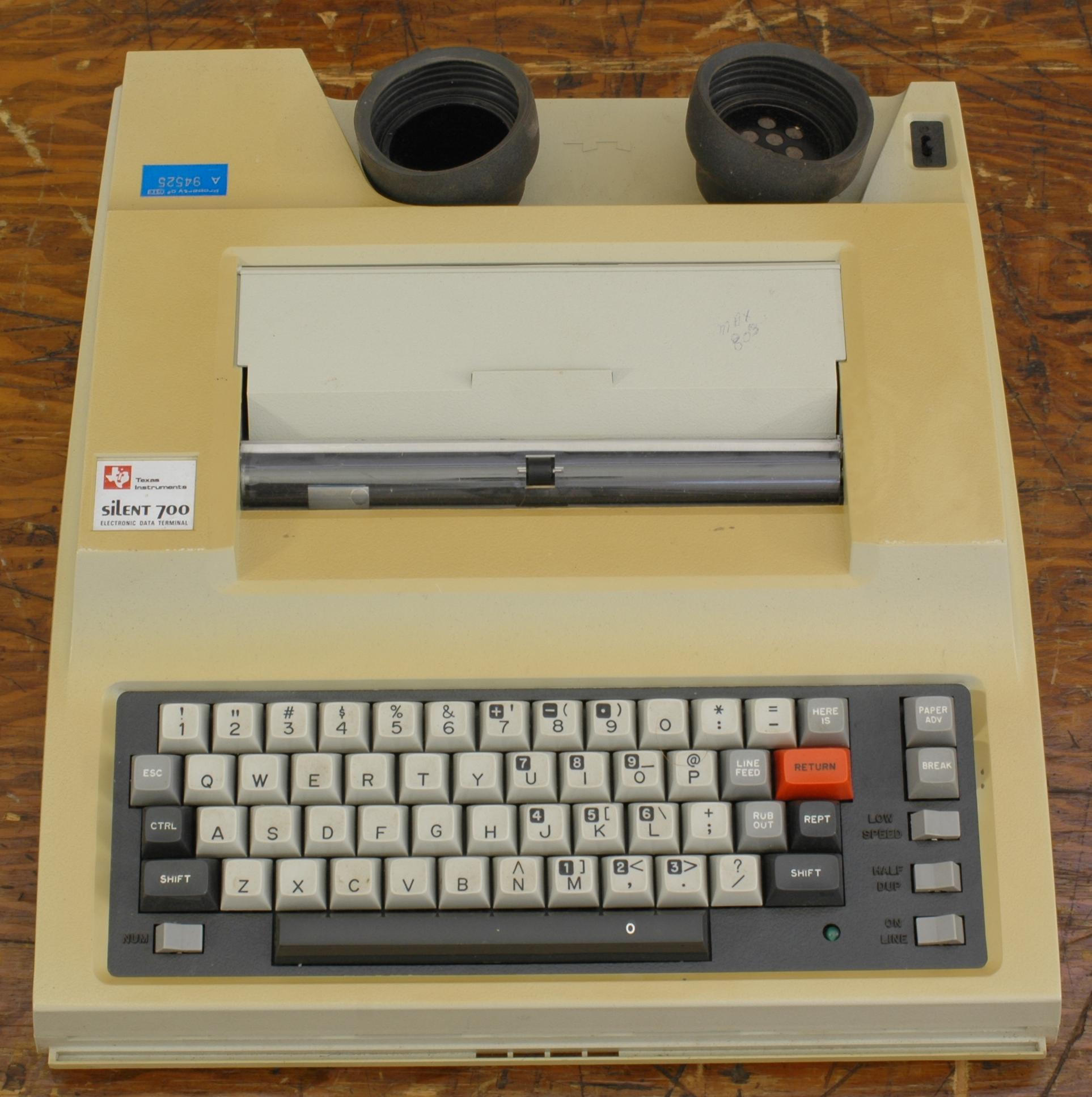
音響カプラを搭載した端末

音響カプラ（、英: acoustic coupler）とは、電話機の送受話器と、モデムに接続したスピーカー及びマイクロフォンを近接させ、音声を用いたデータ通信を行うことにより、公衆交換電話網（PSTN）を利用してコンピュータ間の通信を可能にする通信機器である。

## 概要
初期の製品は変復調部を内蔵し、通信用インターフェース（RS-232Cなど）を備えている。現在の製品は音響と電気信号の変換だけの機能となり、モデムを接続して使用する。
モデムとの間は専用コードで接続し、電話機の受話器を音響カプラ本体にはめ込む。発信操作は、接続した電話機のダイヤルを手動で回す方法で利用する。トーン（プッシュ）回線の場合はモデムからダイヤルできる。この構造のため周りの振動や騒音に弱く、安定度も低い。初期の通信速度は300bps程度で、1989年頃には1200bps - 2400bps、2005年時点では28.8Kbpsの製品が市販されている。
後述の通り、電話機は認証を受けた既存のものを使い、PSTNと電気的な接続が無いため製造や運用に制限が無い。

## 日本での歴史

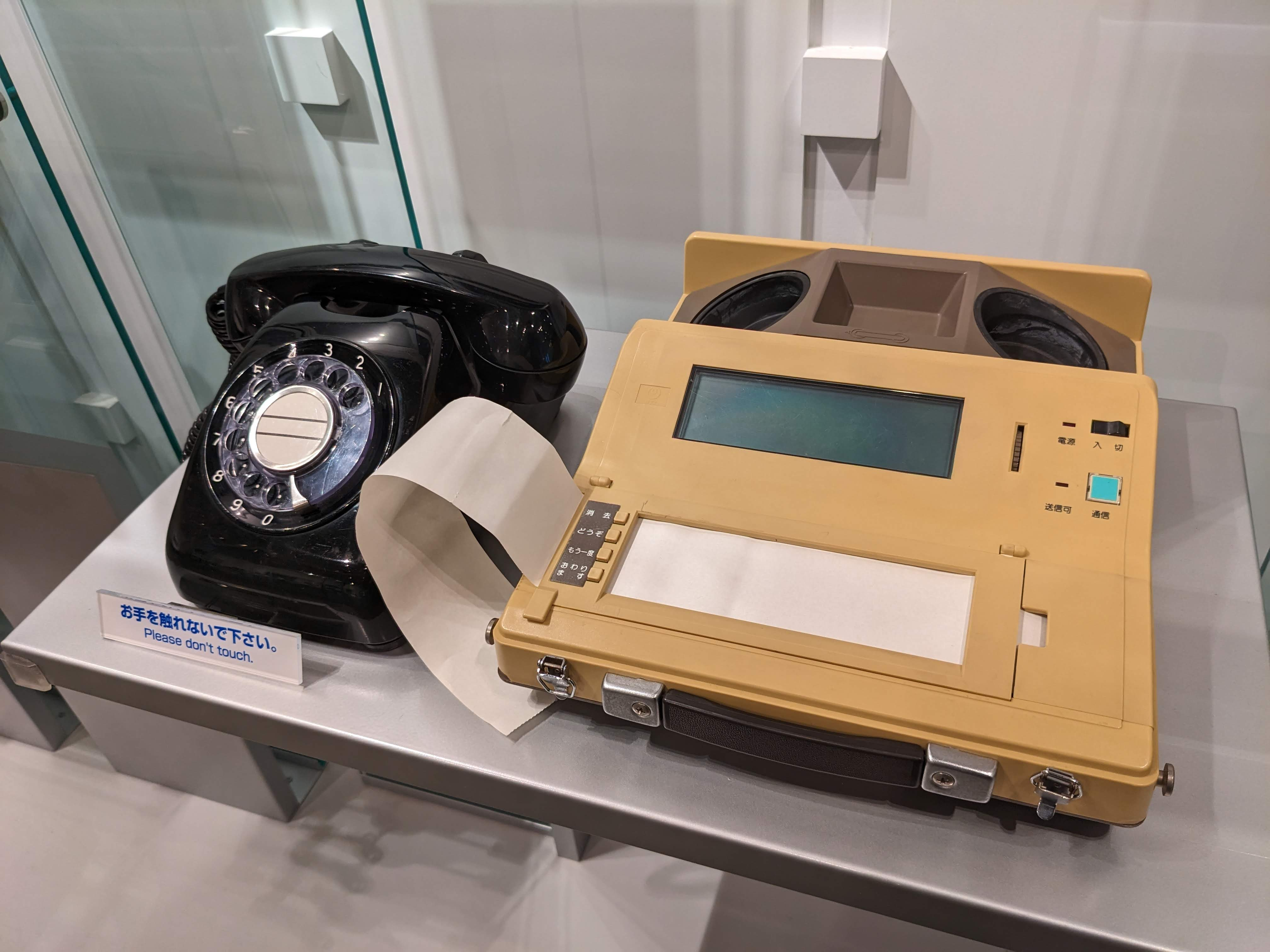
電話回線を利用した難聴者向けの筆談機「ひつだん」で使用されていた音響カプラ

1980年代前半、PSTNへのモデムの接続には制度的な制約が多く、加入者線を利用したデータ通信にはNCUと呼ばれる網制御装置か音響カプラが利用されていた。
1985年の通信自由化で技術認定を受けた端末であれば一般加入者線に接続出来るようになった。それに加えモジュラージャックの普及により工事担任者の資格なしに端末をつなぎ替えることが可能になった。このため、安定してデータ通信のできるNCUを内蔵したモデムが音響カプラの代わりに使われる様になった。1989年頃にはあまり使用されなくなった。以降はハンドヘルドコンピュータ等から、営業担当者が出先の公衆電話を利用して営業データを自社の業務システムに送信する等の用途に使われることが多かった。
その後、モジュラージャックでモデムが直結できるISDN対応公衆電話の整備、PHS・携帯電話・無線アクセスによるインターネット接続対応、ホテルなどのインターネット対応、公衆無線LANなどデータ通信環境が整備され、その役目を終えた。